# Seymour Greenberg
Pour les articles homonymes, voir Greenberg.
Seymour Greenberg est un ancien joueur américain de tennis, né le 10 août 1920 à Chicago et décédé le 3 mars 2006.

## Palmarès
- Tournoi de Cincinnati : Finaliste en 1943